# Dimasalang
Dimasalang è una municipalità di quarta classe delle Filippine, situata nella Provincia di Masbate, nella Regione di Bicol.
Dimasalang è formata da 20 baranggay:
- Balantay
- Balocawe
- Banahao
- Buenaflor
- Buracan
- Cabanoyoan
- Cabrera
- Cadulan
- Calabad
- Canomay
- Divisoria
- Gaid
- Gregorio Alino (Pia-ong)
- Magcaraguit
- Mambog
- Poblacion
- Rizal
- San Vicente
- Suba
- T.R. Yangco (Yanco)